# 이비자 언데드
《이비자 언데드》(영어: Ibiza Undead)는 2016년에 프라이트페스트에 상영한 영국의 영화이다.

## 캐스팅
주연
- 카라 테오볼드 : 엘리 역
- 에밀리 어택 : 리즈 역

조연
- 알지나 립스키스 : 자라 역
- 맷 킹 : 칼 역
- 매트 켄나드 : 루퍼트 역
- 셉 케스탕 : 안토니오 역